# Антипино (Судиславский район)
Антипино — деревня в Расловском сельском поселении Судиславского района Костромской области России.

## География

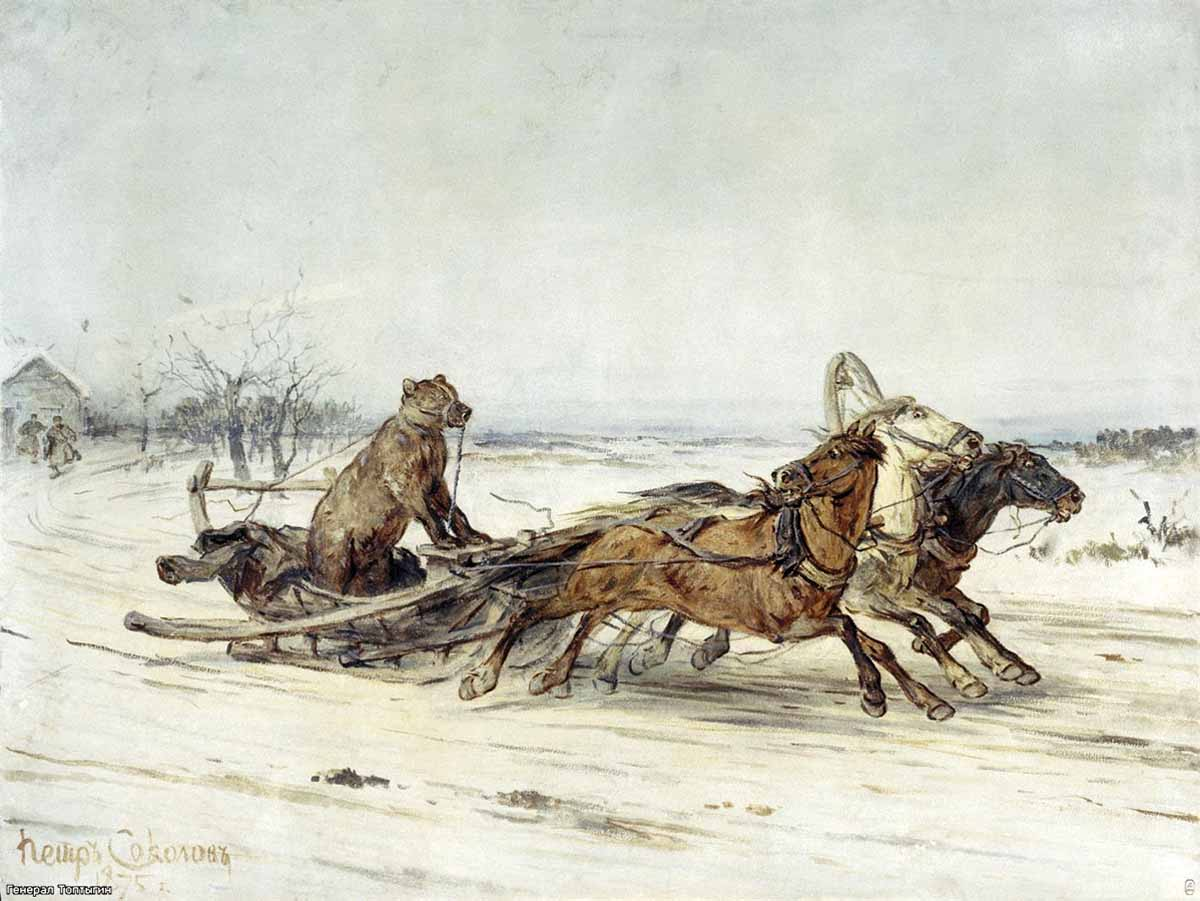
Картина П. П. Соколова «Генерал Топтыгин»

Деревня расположена недалеко от автодороги Кострома — Верхнеспасское Р98 и железнодорожной линии Кострома — Галич, у реки Меза.

## История
Согласно Спискам населенных мест Российской империи в 1872 году деревня относилась к 1 стану Костромского уезда Костромской губернии. В ней проживало 89 мужчин и 93 женщины. В деревне располагалась почтовая станция.
Согласно переписи населения 1897 года в деревне проживало 186 человек (92 мужчины и 94 женщины).
Согласно Списку населенных мест Костромской губернии в 1907 году деревня относилась к Богословской волости Костромского уезда Костромской губернии. По сведениям волостного правления за 1907 год в ней числилось 36 крестьянских дворов и 210 жителей. В деревне имелась кузница. Основным занятием жителей деревни, помимо земледелия, были извоз и фабрично-заводской отхожий промысел.
До муниципальной реформы 2010 года деревня также входила в состав Расловского сельского поселения Судиславского района.

## В литературе
С деревней, по мнению Н. Н. Виноградова и В. Н. Бочкова, связано место действие стихотворения Николая Алексеевича Некрасова «Генерал Топтыгин». Во время охоты Некрасов узнал реальную историю о медведе, проехавшем на тройке лошадей от почтовой станции Дровинки до станции Антипино. Пока ямщик и поводырь проводили время в кабаке в Дровинках, напуганные седоком-медведем лошади помчались по Галичскому тракту и остановились лишь на следующей на нём станции Антипино.

## Население
| 1872 | 1897 | 1907 | 2008 | 2010 | 2014 |
| ---- | ---- | ---- | ---- | ---- | ---- |
| 182  | ↗186 | ↗210 | ↘33  | ↘22  | ↗30  |